# FC 보시 리버풀
FC 보시 리버풀(FC Bossy Liverpool)은 뉴사우스웨일스주 뉴사우스웨일스 슈퍼리그 루니아에 연고를 둔 호주의 축구단이다. 현재 뉴 사우스 웨일즈 지역 리그에 소속되어 있다.

## 선수 명단

### 역대
- 김동기(2002)